# Chibuto
Chibuto este un oraș în sudul Mozambicului, în  provincia Gaza. Este reședința districtului omonim și dispune de aeroport.
Evoluția populației la recensăminte (mii loc.):